# Suzumiya Haruhi no Tsumeawase
Suzumiya Haruhi no Tsumeawase (яп. 涼宮ハルヒの詰合 ～TVアニメ「涼宮ハルヒの憂鬱」劇中歌集シングル～ Судзумия Харухи но цумэавасэ ~тэрэби аниме «Судзумия Харухи но ю:уцу» гэки тю: касю: сингуру~,  «Собрание Харухи Судзумии ~Сингл, коллекция саундтреков из „Меланхолии Харухи Судзуми“, анимационного телесериала~») — сингл, саундтрек из аниме «Меланхолия Харухи Судзумии», выпущен 21 июня 2006 года и сразу же завоевал пятое место в еженедельном чарте, 15-е место по результат месяца. К июлю 2008 года было продано более 136 тысяч копий, а сам сингл продержался в чартах более 100 недель, заняв в итоге 106 место по результатам года.

## Список композиций
1. англ. God knows… («Бог знает…») — 4:39
  - Исполнение: Ая Хирано
  - Музыка: Сатору Косаки
  - Аранжировка: Сатору Косаки
  - Текст: Аки Хата
2. англ. Lost my music («Потеряла мою мелодию…») — 4:17
  - Исполнение: Ая Хирано
  - Музыка: Сатору Косаки
  - Аранжировка: Сатору Косаки
  - Текст: Аки Хата
3. Кой но Микуру Дэнсэцу (яп. 恋のミクル伝説, «Легенда о влюблённой Микуру») — 3:21
  - Исполнение: Юко Гото
  - Музыка: Сатору Косаки
  - Аранжировка: Сатору Косаки
  - Текст: Хироси Ямамото